# Висока еліптична орбіта

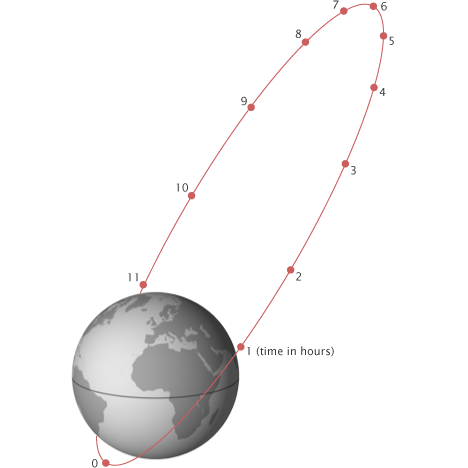
Типова орбіта КА «Молнія». Червоними крапками відзначено час руху супутника по орбіті в годинах

Висока еліптична орбіта (ВЕО) — це тип навколоземної орбіти, на якій висота в апогеї в багато разів перевищує висоту в перигеї.

## Призначення
За законами Кеплера супутники на високих еліптичних орбітах рухаються з дуже високою швидкістю в перигеї, а потім значно уповільнюються в апогеї. Коли КА перебуває поблизу апогею (протягом декількох годин), у наземного спостерігача складається враження, що супутник майже нерухомий, тобто, його орбіта виглядає квазі-геостаціонарною.
Протягом 3,5 годин сигнал з нього можна приймати на антену діаметром 0,6 м без використання поворотного пристрою. Крім того, квазістаціонарна точка може перебувати над будь-якою точкою земної кулі, а не лише над екватором, як у справжніх геостаціонарних супутників. Ця властивість стає у пригоді на високих широтах (віддалених від екватора більше, ніж на 76—78°), де геостаціонарні супутники спостерігаються дуже низько над горизонтом (якщо їх узагалі видно).
У цих зонах прийом із геостаціонарного супутника ускладнений (або й зовсім неможливий), і єдину можливість забезпечити супутниковий зв'язок дають супутники на високих еліптичних орбітах. У центрі зони обслуговування вони можуть підійматися над горизонтом майже на 90°, а на її краях — більш як на 40°.

## Переваги та недоліки
Супутники на ВЕО мають такі переваги:
- Можливість обслуговування дуже великих територій;
- Можливість обслуговування у високих широтах. У цих зонах супутники на ВЕО підіймаються над горизонтом набагато вище, ніж геостаціонарні супутники;[1]
- Ширші можливості використання різних частотних діапазонів (на відміну від геостаціонарної орбіти, де вже практично не лишилося ні вільного місця, ні вільних частот);
- Дешевше виведення на орбіту (приблизно в 1,8 рази)[2].

У той же час, системи на високих еліптичних орбітах мають і недоліки:
- Для створення квазі-геостаціонарної системи потрібно принаймні три супутники на орбіті (замість одного геостаціонарного). У разі забезпечення цілодобового безперервного мовлення, кількість супутників зростає до семи[2];
- У приймальної антени має бути функція стеження (привід для розвороту);

- Відстань до супутника в апогеї високої еліптичної орбіти більша, ніж на геостаціонарній, тому потужність передавачів має бути більшою (до 400—500 ват). Це здорожчує супутники[1];
- Висока еліптична орбіта зазвичай перетинає радіаційні пояси, що значно скорочує термін служби супутників. Щоб уникнути цієї проблеми, потрібна орбіта з перигеєм на висоті близько 20 тис. км[2];
- Оскільки КА рухаються по орбіті нерівномірно, ефект Доплера створює додаткові труднощі для приймачів на Землі[3];
- Через більший час поширення сигналу, виникають складнощі із застосунками, які працюють у реальному часі, такими як телефонія[3].

Оскільки недоліків більше, ніж переваг, а густина населення у високих широтах набагато менша, ніж у середніх, то питання окупності такої системи досить сумнівне.

### Орбіта «Молнія»

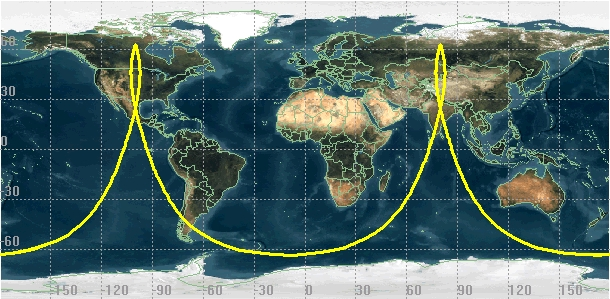
Наземна проєкція орбіти КА «Блискавка»

Орбіту названо на честь серії радянських і російських супутників зв'язку подвійного призначення «Молнія», які вперше застосували таку орбіту в своїй роботі. її параметри:
- аргумент широти перигею — 280°;
- нахил — 62,8°;
- драконічний період обертання — 11 год. 57 хв. 45 сек;
- висота — від 500 км в перигеї до 40 000 км в апогеї.

Супутники мали забезпечувати проведення сеансів зв'язку сумарною тривалістю до 13 годин на добу і до 7,5 години на одному витку.

### Орбіта «Тундра»

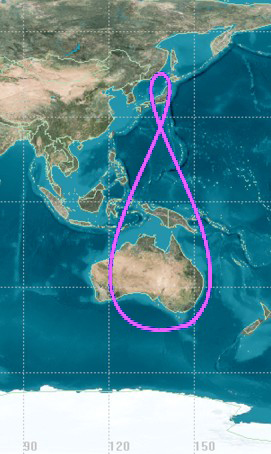
Наземна проєкція орбіти КА «QZSS»

- період обертання — 23 год. 56 хв. 04 сек. (1 зоряна доба);
- велика піввісь 42 164 км;
- ексцентриситет: від 0,25 до 0,4;
- висота в перигеї: від 18 900 до 25 240 км;
- висота в апогеї: від 46 330 до 52 660 км;
- нахил: 62,15°[3] — 63,4°;

В даний момент[коли?] така орбіта використовується компанією «Sirius XM Radio», яка експлуатує на цій орбіті систему «Sirius XM» складається з трьох КА, а також японською навігаційною системою QZSS[джерело?].